# 安藤聖泰
安藤 聖泰（あんどう きよやす、1974年〈昭和49年〉12月24日 - ）は、日本の実業家。株式会社 LivePark の代表取締役社長。同志社大学工学部電子工学科卒業。

## 略歴
- 1997年：日本テレビ放送網株式会社入社。
- 2000年 - 2006年 地上デジタル放送やワンセグ放送立ち上げ
- 2006年：放送通信連携サービス等の開発を担当
- 2007年10月：SecondLifeを活用した地上波番組放送「デジタルの根性」の番組制作を担当。
- 2010年1月：第2日本テレビ（動画配信サービス）やSNSを活用した企画「電波少年2010」などを実施。
- 2010年8月：日本テレビのIT情報番組iCon(アイコン)のプロデューサーに就任。
- 2012年：iConを通じ、新しいソーシャルテレビ視聴サービス「JoinTV」を立ち上げる。
- 2013年：JoinTVを社会インフラに応用したJoinTownプロジェクトを立ち上げ、徳島県や豊島区等にて災害対策・高齢者対策に取り組む。
- 2015年5月 - 2019年8月：HAROiD Inc. 代表取締役社長に就任。
- 2019年8月 - 2019年9月：YourCast Inc. 代表取締役。
- 2019年8月 -：LivePark 代表取締役社長。

## 番組
- iCon
  - プロデューサー（2010年8月から2012年3月）